# Nigel Ellis
Nigel Ellis (8 de agosto de 1997) es un deportista de Jamaica que compite en atletismo. Ganó una medalla de bronce en el Campeonato Mundial de Atletismo Sub-20 de 2016, en la prueba de 200 m.